# Suzanne Rogers

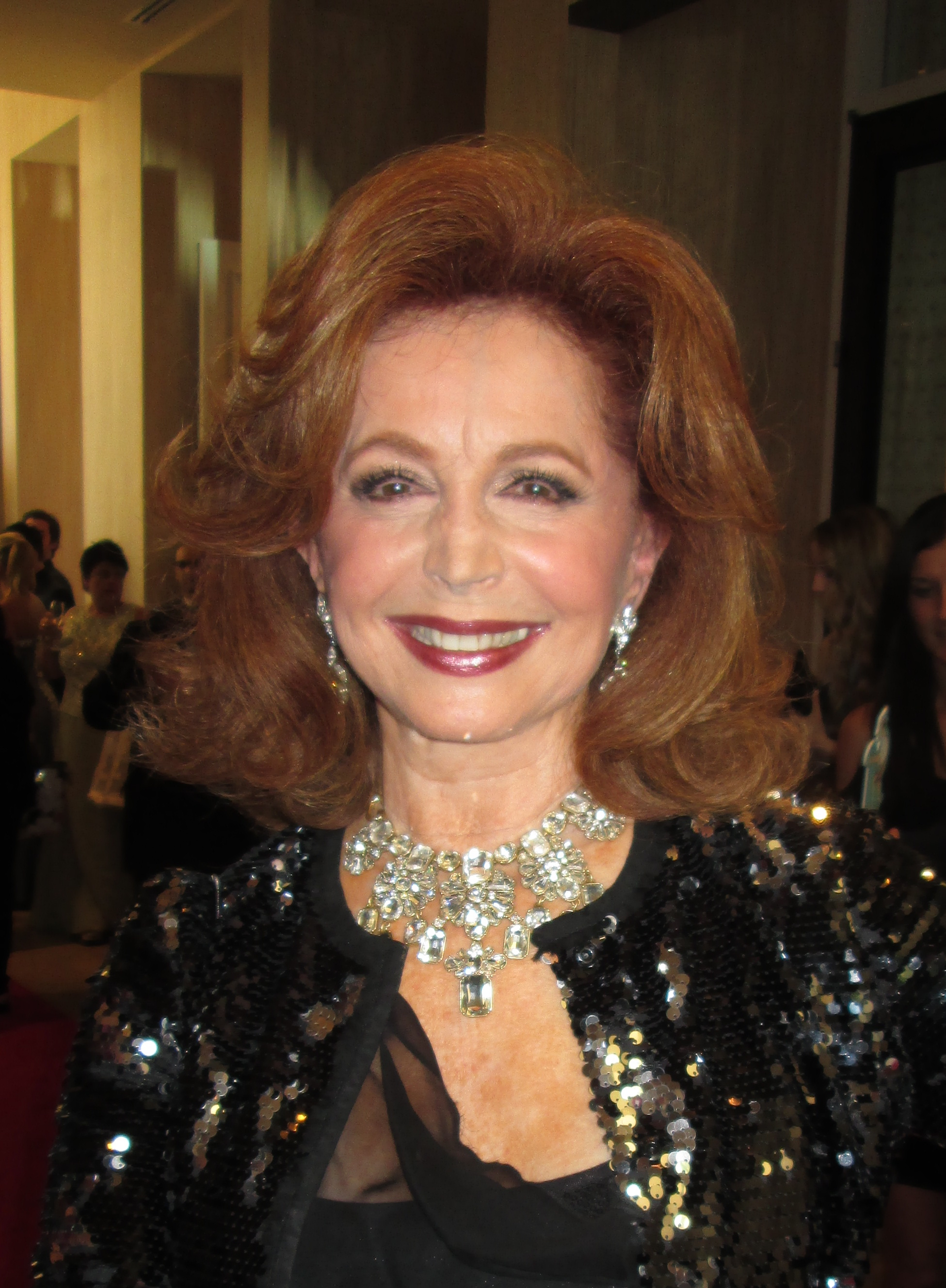
Suzanne Rogers (2014)

Suzanne Rogers (* 9. Juli 1943 in Colonial Heights, Virginia als Suzanne Crumpler) ist eine US-amerikanische Schauspielerin.

## Leben
Suzanne Crumpler, die ihren Künstler-Nachnamen nach Ginger Rogers wählte, verließ ihre Heimatstadt im Alter von 17 Jahren und schloss sich der Showtanzgruppe der Radio City Music Hall in New York City an. Später studierte sie Schauspiel bei Uta Hagen in New York und wirkte zwischen 1967 und 1972 an vier Musicals am Broadway mit.
1973 übernahm sie die Rolle der Maggie Horton in der bereits seit 1965 produzierten Seifenoper Zeit der Sehnsucht. In den über 50 Jahren seitdem war sie in nachweisbar über 3100 Folgen (Stand 2024) zu sehen und erreichte mit dieser Rolle beim amerikanischen Fernsehpublikum größere Bekanntheit. 1979 wurde sie für ihre Darstellung mit dem Daytime Emmy Award ausgezeichnet.
Neben ihrer Arbeit an Zeit der Sehnsucht stand Rogers nur selten in anderen Rollen vor der Kamera; Ausnahmen stellten Gastauftritte in Quincy, Unsere kleine Farm und Knight Rider dar.
Rogers leidet an der seltenen Muskelerkrankung Myasthenia gravis, die 1984 bei ihr diagnostiziert wurde. Zwischen 1980 und 1982 war sie mit dem kanadischen Schauspieler Sam Groom verheiratet.

## Filmografie
- 1973: Wo die Liebe hinfällt (Love, American Style, Fernsehserie, Folge 4x14)
- seit 1973: Zeit der Sehnsucht (Days of Our Lives, Fernsehserie, nachweisbar über 3100 Folgen)
- 1977: Quincy (Quincy, M.E., Fernsehserie, Folge 2x05)
- 1980: Unsere kleine Farm (Little House on the Prairie, Fernsehserie, Folge 6x21 Mr. Olesons zweiter Frühling)
- 1985: Knight Rider (Fernsehserie, Folge 4x06)
- 1995: Never Say Never: The Deidre Hall Story (Fernsehfilm)

## Auszeichnungen
- 1979: Daytime Emmy Award für Zeit der Sehnsucht